# Liqen i Kuq
Liqen i Kuq lub Likeni i Kuq – wieś położona w północnej części Albanii w gminie Fajzë. Wieś znajduje się 103 kilometrów od stolicy państwa, Tirany.

## Demografia
Według spisu ludności z 1989 roku we wsi Liqen i Kuq mieszkało 195 mieszkańców.